# Ciclostazione

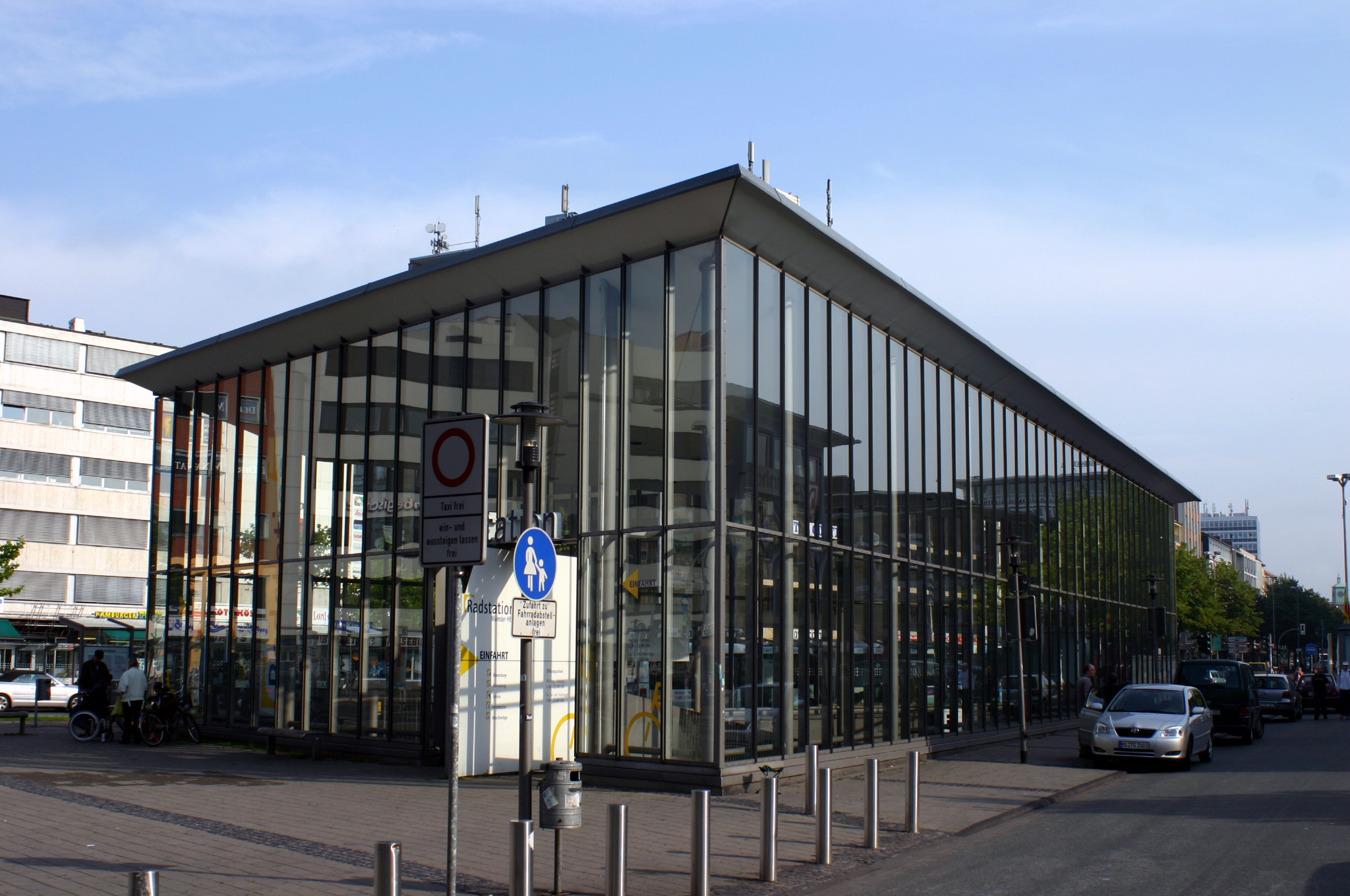
Ciclostazione a Münster

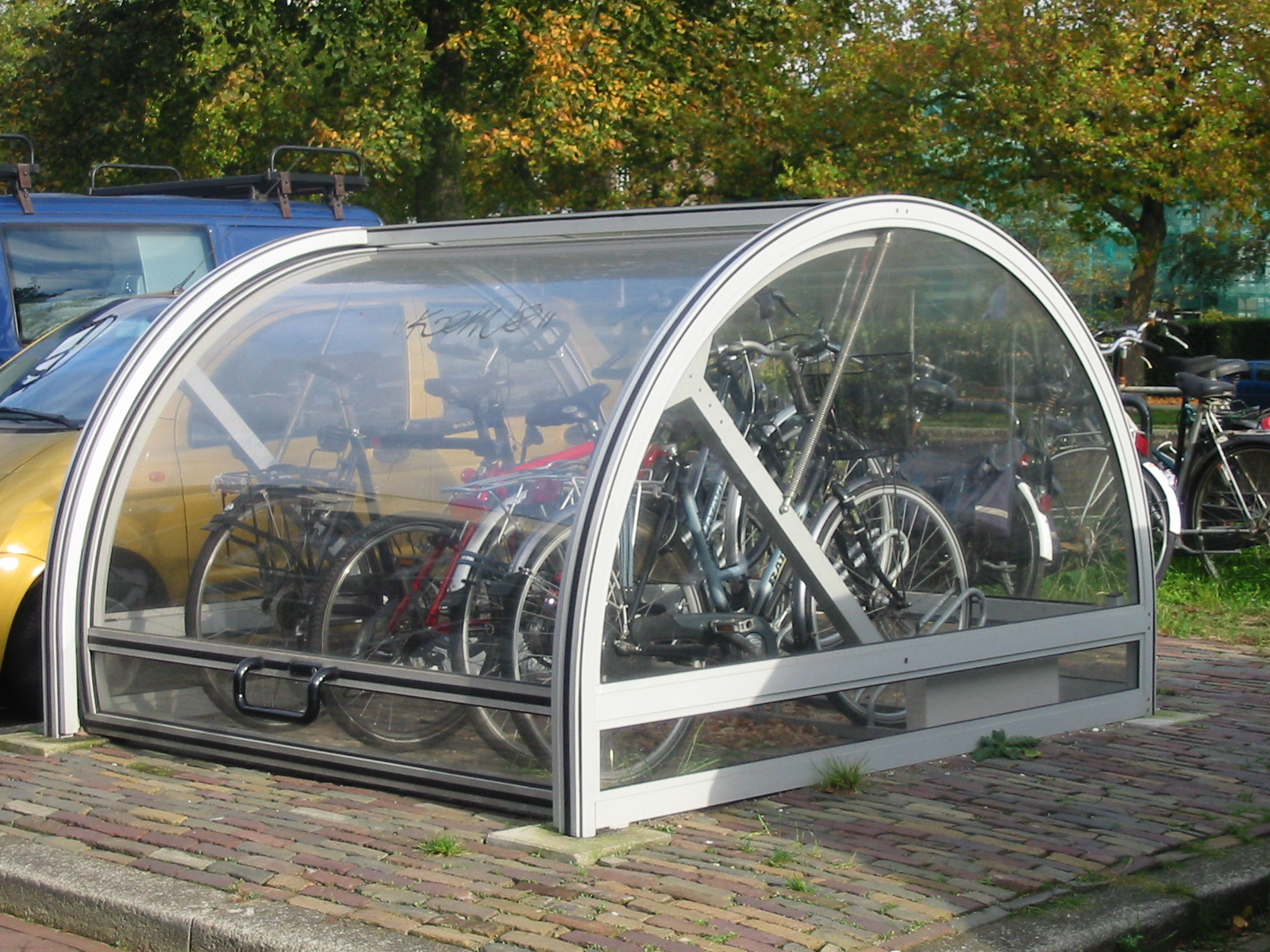
Box per biciclette (Paesi Bassi)

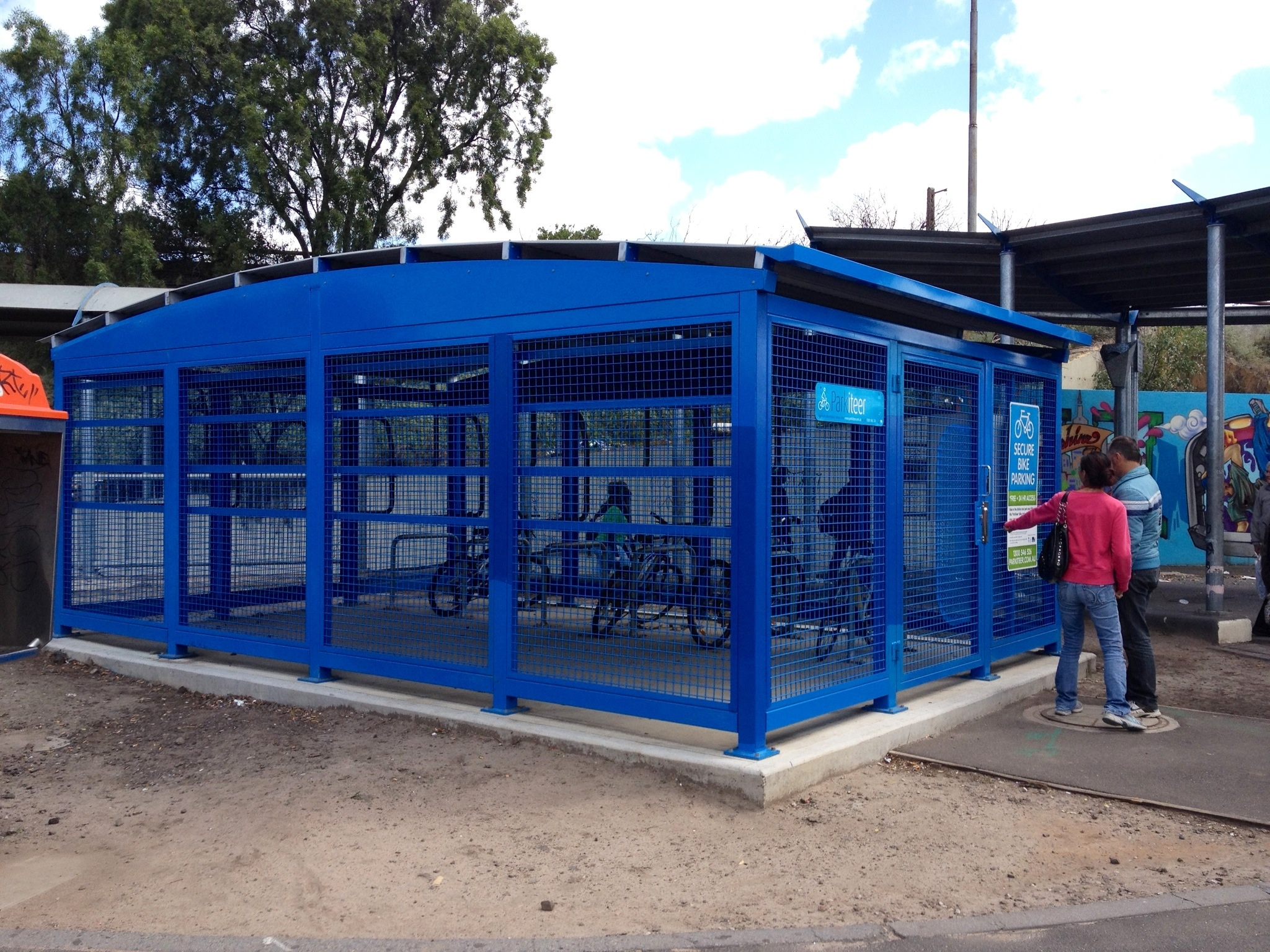
Parcheggio accessibile con scheda elettronica, Melbourne

La ciclostazione, o velostazione, è una costruzione o struttura destinata al parcheggio biciclette e dotata di alcuni servizi, sia gratuiti che a pagamento. Si va da semplici gabbie o capannoni chiudibili fino a complesse strutture multipiano e multifunzione.
Le ciclostazioni in senso proprio svolgono un ruolo di interscambio fra bicicletta e trasporto pubblico (treno, metro, tram ecc.), e per questo sono spesso dislocate presso stazioni ferroviarie, di metropolitane, tramvie, snodi o fermate del trasporto pubblico ; o con altri mezzi di trasporto per es. con l'auto quando la ciclostazione è dislocata in parcheggi scambiatori.
La velostazione è uno strumento a disposizione delle Pubbliche Amministrazioni per incentivare la mobilità ciclistica, e quindi la mobilità sostenibile. Secondo FIAB, l'assenza di parcheggi bici sicuri è uno dei motivi che inducono le persone a non utilizzare la bicicletta.
La Federazione Europea dei Ciclisti stima che i furti di biciclette in Europa ammontino a circa 1.3 milioni e afferma che la scarsità di parcheggi bici sicuri sia una delle cause di questo enorme numero.
Ciclostazioni (o semplici parcheggi bici coperti e/o custoditi) sono presenti anche nei centri delle grandi città o presso importanti attrattori (es. università, luoghi di lavoro ecc) in modo analogo ai parcheggi auto interrati o sopraelevati.

## Caratteristiche
Una ciclostazione è sempre dotata al minimo di: 
- parcheggio bici coperto o altre forme di ricovero
- rastrelliere per legare le biciclette in modo sicuro

Altre dotazioni la caratterizzano poi come vera e propria ciclostazione:
Sicurezza - per prevenire furti e vandalismo si ricorre solitamente ad un accesso sicuro:
- personale addetto durante il giorno
- videosorveglianza
- accesso tramite chiavi meccaniche od elettroniche

Servizi agli utenti: 
- armadietti e spogliatoi
- docce e servizi igienici
- fontanelle
- distributori automatici di bevande e cibi
- materiali informativi, per es. pieghevoli sulla sicurezza in bicicletta, piante o guide sugli itinerari ciclabili.

Per il forte afflusso di utenti della bicicletta le ciclostazioni possono anche assumere il ruolo di
punto di comunicazione fra ciclisti e di essi con le amministrazioni, per es. con bacheche, totem ecc.
Servizi alle biciclette - per es. piccole e grandi riparazioni (a pagamento) che permettono ai pendolari di ottimizzare i loro tempi, lasciando la bicicletta all'arrivo e potendola spesso recuperare al ritorno. Inoltre sono spesso disponibili: 
- ricambi ed accessori in vendita
- pompe di gonfiaggio in self-service, gratuite
- noleggio biciclette

Gestione economica - esistono vari modelli, dall'uso gratuito a varie modalità di pagamento, generalmente mirante ad incentivare la mobilità in bicicletta, biglietti giornalieri o abbonamenti, in molti casi abbinati o più convenienti se in combinazione con il trasporto pubblico.
I soggetti della gestione sono a seconda dei casi le amministrazioni locali, privati che per es. traggono ricavi da vendita, riparazione, noleggio o altre attività, oppure enti ed associazioni del terzo settore o di solidarietà sociale.

## Vantaggi
La presenza di un parcheggio sicuro e attrezzato, quale una velostazione, può incentivare il trasferimento di utenti dal trasporto automobilistico a quello ciclistico, facendo prendere in considerazione l’utilizzo della bicicletta a quelle persone che non avevano mai pensato di utilizzarla. I vantaggi della presenza di una velostazione possono essere sintetizzati come segue.
Per il ciclista:
- migliora l'accessibilità del luogo di destinazione
- protegge la bicicletta dalle intemperie
- protegge la bicicletta dai furti e dal vandalismo
- aumenta la sicurezza durante la sosta

Per il territorio:
- evita disordine e intralcio negli spazi pubblici
- crea nuovi spazi e servizi per promuovere la mobilità attiva
- rafforza l’intermodalità (pedoni, trasporto pubblico, bicicletta, car-sharing)
- diminuisce i carichi di traffico nei centri urbani

## In Italia
A Bologna ha aperto a settembre 2015 la prima velostazione, chiamata Dynamo. Si trova alla fine di via Indipendenza, sotto il Pincio della Montagnola, vicino all'autostazione e a poca distanza dalla stazione Centrale, e offre servizi di parcheggio, noleggio e riparazione biciclette, tour guidati, bar/ristoro ed eventi tematici mentre a Bari ha aperto nel marzo del 2016 la Velostazione Bari Centrale nei locali delle Ferrovie Appulo Lucane, sotto il viadotto storico di corso Italia, e offre servizi di parcheggio, noleggio, riparazione biciclette e tour guidati.
A San Donato Milanese, in provincia di Milano è presente una velostazione attiva dal 2016.
Nell'ambito del network Weelo, un progetto ideato da Bicincitta Italia, sono entrate in funzione la velostazione in via Toscana a Parma nel febbraio 2022, a servizio dei numerosi studenti della zona e dell'auditorium Nicolò Paganini, e, nell'aprile 2023, la velostazione Weelo HUB di Gorgonzola, presso la stazione della Linea M2 della Metropolitana di Milano.
Anche in provincia di Bolzano, grazie alla collaborazione tra STA e Bicincitta Italia, nell'agosto 2023 è stato attivato un circuito di BiciBox destinato al parcheggio delle biciclette presso le stazioni ferroviarie di Bressanone e Brunico.
A Gagliano del Capo nel corso del restyling della stazione Gagliano Leuca nel 2023 per assimilarla allo stile di RFI, è stata costruita la prima velostazione di tutta la rete delle stazioni di Ferrovie del Sud Est.
In altre località sono presenti ciclostazioni in senso lato, parcheggi biciclette coperti e dotati di rastrelliere. 
In altri casi la parola ciclostazione viene utilizzata per indicare officine con qualche servizio supplementare, generalmente gestite da associazioni.